# Leonard Peltier
Leonard Peltier (Grand Forks, 12 settembre 1944) è un attivista statunitense per i diritti dei nativi americani, che fu arrestato nel 1976 e condannato a due ergastoli per l'omicidio di due agenti dell'FBI. Pena commutata in arresti domiciliari il 20 gennaio 2025.

## Biografia
Peltier nasce a Grand Forks, nel Dakota del Nord, il 12 settembre 1944, figlio di Leo Peltier, di origini per tre quarti chippewa e per un quarto francesi, e di Alvina Robideau, di origini per metà chippewa e per metà lakota. Cresce in una famiglia di 13 fratelli e sorelle, nella "Anishinabe (Chippewa) Turtle Mountain Indian Reservation" del Dakota del Nord. Peltier fece parte dell'American Indian Movement (AIM), diventando l'unica persona condannata per gli incidenti alla riserva indiana di Pine Ridge all'inizio degli anni settanta. Nel 1976 Leonard Peltier venne condannato per l'omicidio degli agenti speciali dell'FBI, Ronald A. Williams e Jack R. Coler, di 27 e 28 anni, che morirono nel 1975 durante una sparatoria nella Riserva indiana di Pine Ridge. La pena è stata commutata in arresti domiciliari dal presidente Joe Biden il 20 gennaio 2025.

### Sparatoria al Jumping Bull Ranch
Gli agenti speciali Williams e Coler cercavano un giovane di Pine Ridge di nome Jimmy Eagle, ricercato per essere interrogato in merito a un assalto con rapina avvenuto in due ranch locali. Williams e Coler videro e si avvicinarono ad un veicolo corrispondente alla descrizione del furgone in cui Eagle era stato solo pochi giorni prima. All'insaputa degli agenti Peltier e altre persone si trovavano nel veicolo. All'epoca Eagle era un fuggiasco con un mandato, emesso a Milwaukee, che lo accusava di volo illegale al fine di fuggire alla cattura in seguito al tentato omicidio di un poliziotto fuori servizio di Milwaukee.
Williams trasmise via radio che lui e Coler si trovavano sotto il fuoco di fucili da parte degli occupanti il veicolo ed erano impossibilitati a rispondere al fuoco efficacemente con le loro .38 e i fucili a pompa. L'agente speciale dell'FBI Gary Adams fu il primo a rispondere alla chiamata di Williams e si trovò anch'egli sotto intenso fuoco di fucileria dal ranch Jumping Bull. L'FBI, il BIA e la polizia locale passarono buona parte del pomeriggio piegati sulla Highway 18, aspettando rinforzi per lanciare un attacco ai fianchi. Alle 14:30 un fuciliere della BIA con un gruppetto di uomini colpì uno dei tiratori, Joe Stuntz, uccidendolo.
Alle 16:30 le autorità trovarono i corpi di Williams e Coler presso il loro veicolo e alle 18:00, tirarono lacrimogeni e penetrarono nel ranch, trovando il cadavere di Stuntz con addosso la giacca da federale di Coler. Gli altri, secondo le autorità, erano fuggiti dopo la morte di Stuntz, attraversando il White Clay Creek per poi nascondersi in un condotto fognario vicino ad una strada sterrata. Mentre la polizia era occupata a prendere di mira il Jumping Bull, il gruppo si mosse verso le colline a sud. Nei giorni seguenti si divisero in piccoli gruppi e si sparsero per il paese, dando il via ad una caccia all'uomo di dimensioni nazionali che durò otto mesi.
Dopo il conflitto a fuoco, l'FBI disse che Williams era morto a causa di una pallottola che gli aveva perforato la mano per finire in testa, uccidendolo all'istante. Coler, impossibilitato a muoversi da ferite precedenti, è stato colpito due volte alla testa in stile esecuzione. Nel veicolo degli agenti furono trovati 125 fori di proiettile, molti calibro .223 (5.56 mm). Gli agenti dell'FBI conclusero che entrambi erano stati uccisi a breve distanza dalla stessa arma, un fucile calibro .223.

#### Il seguito
Il 5 settembre 1975 l'arma dell'agente Williams e alcuni proiettili delle armi di entrambi gli agenti furono trovati in un veicolo vicino all'abitazione, dove Darrelle Butler fu arrestato. Il 10 settembre dello stesso anno una station wagon esplose sulla Kansas Turnpike vicino a Wichita e un AR-15 fu poi rinvenuto, insieme al fucile calibro .308 di Coler. L'auto era carica di armi ed esplosivo, che esplosero, sembra accidentalmente, quando si trovarono troppo vicino ad un buco sulla marmitta. Sull'auto erano presenti, tra gli altri, Robert Robideau, Norman Charles e Michael Anderson, che si diceva fossero complici di Peltier.
Il giorno prima Peltier aveva comprato una station wagon Plymouth a Denver, Colorado. L'FBI diramò la descrizione del veicolo e dell'RV sul quale si pensava stessero viaggiando Peltier e alcuni complici. Un poliziotto dell'Oregon fermò i veicoli sulla base della descrizione e ordinò al conducente dell'RV di uscire, ma questi, dopo un breve conflitto a fuoco, fuggì a piedi. Le autorità identificarono l'autista come Peltier. L'arma dell'agente Coler fu trovata in una borsa sotto il sedile anteriore del RV, dove le autorità dissero di aver trovato anche l'impronta del pollice di Peltier. Peltier fuggì poi verso Hinton, in Canada, dove si nascose nella casa di un amico finché non fu catturato dal Royal Canadian Mounted Police (RCMP). Peltier non era armato al momento dell'arresto.
Nel primo processo svoltosi a Cedar Rapids, gli altri due nativi americani accusati insieme a Leonard furono scagionati, in quanto i loro avvocati riuscirono a dimostrare che per loro fu legittima difesa. Nel secondo processo, tenutosi presso la corte distrettuale degli Stati Uniti a Fargo, nel Dakota del Nord, una giuria di soli bianchi ritenne colpevole Peltier degli omicidi di Coler e Williams e il giudice confermò la sentenza nell'aprile del 1977. Peltier fu condannato a due ergastoli consecutivi. Nonostante le irregolarità del processo e svariate prove a favore di un processo d'appello, questo gli è stato sistematicamente negato. Nel 2002 gli avvocati di Leonard denunciano l'ex direttore dell'FBI Louis Freeh e una lunga lista di ex agenti federali per aver violato i suoi diritti costituzionali e aver sistematicamente e ufficialmente orchestrato una campagna di disinformazione per impedirgli la grazia.

#### Irregolarità processuali e risposta

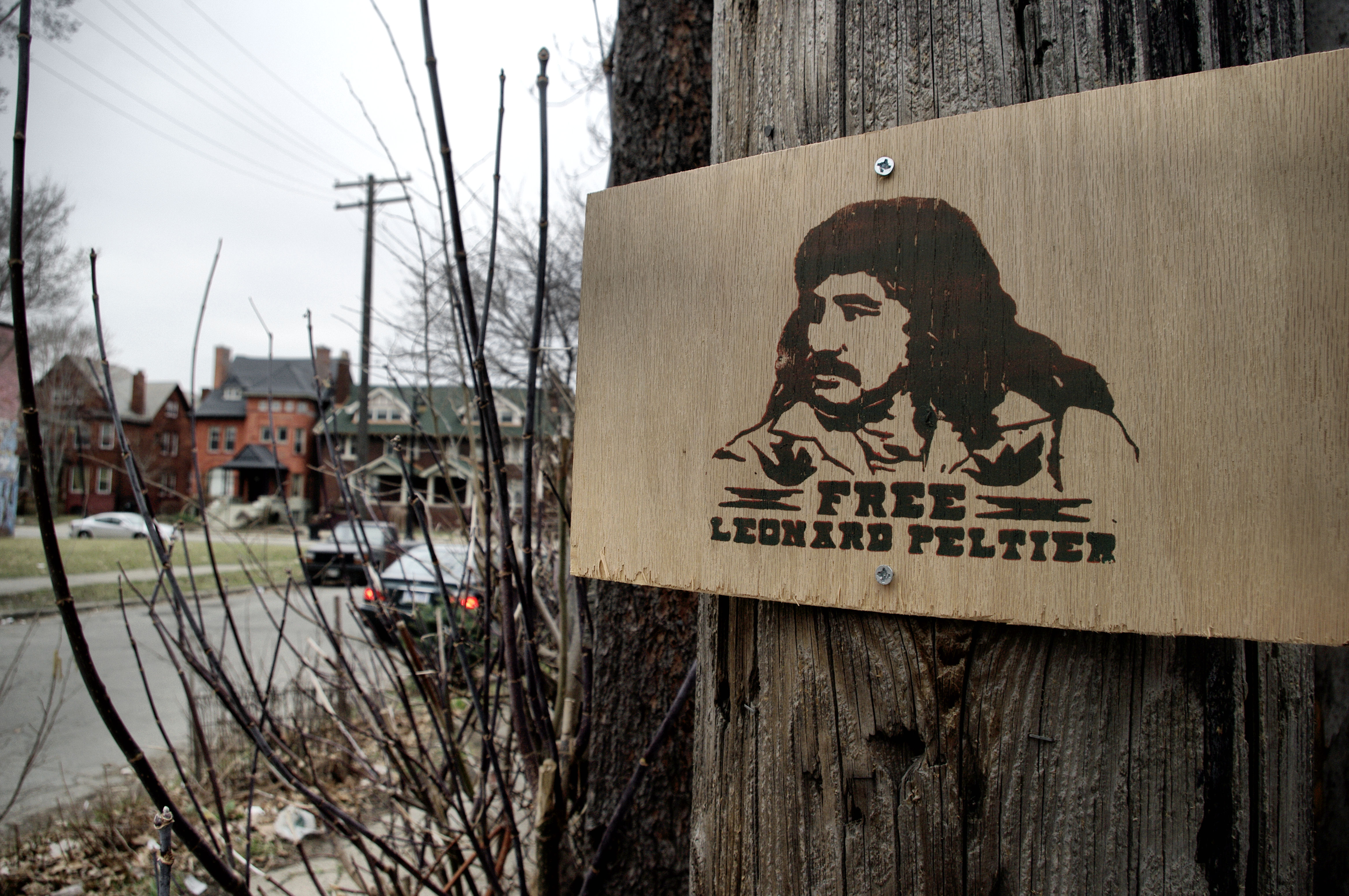
Cartello "Liberate Leonard Peltier" a Detroit nel 2009.

Sono sorti vari interrogativi in merito alla colpevolezza di Peltier ed alla giustizia del processo. Diverse osservazioni sono state fatte da chi credeva all'innocenza di Peltier e tutte sono state contrastate dall'FBI:
- un agente dell'FBI che testimoniò che gli agenti seguivano un pickup sulla scena del crimine (veicolo che non può essere collegato a Peltier) è accusato di aver poi cambiato la sua versione per descrivere un furgone bianco e rosso, simile a quello che Peltier guidava;
- la giuria che condannò Peltier era formata da soli bianchi in una città, Fargo, storicamente anti-indigena e il processo venne presieduto da un giudice noto per i suoi sentimenti razzisti;
- dopo cinque anni, accurati esami balistici riuscirono a provare che i proiettili che uccisero i due agenti non appartenevano all'arma di Leonard, e molti dei testimoni che lo accusarono ritirarono le loro dichiarazioni, confessando di essere stati minacciati dall'FBI.

Inoltre, visto che nel 1975 l'FBI non registrava le conversazioni radio, c'è una discrepanza irrisolta tra gli agenti circa il dubbio che Williamson avesse detto di inseguire "un camioncino bianco e rosso" o un "pickup bianco e rosso".

## Opere dedicate
- Il chitarrista e cantante Little Steven, noto anche per essere uno dei membri della E Street Band di Bruce Springsteen, ha incluso un brano dal titolo Leonard Peltier nel suo album Revolution, del 1989.
- Il gruppo musicale dei Rage Against the Machine nel 1992 ha riassunto il caso di Peltier nel video musicale del singolo Freedom, traccia dell'album Rage Against the Machine.
- Il gruppo rap italiano AK47 gli ha dedicato la canzone Niente da festeggiare contenuta nell'album Balla e difendi.
- La band grindcore statunitense Anal Cunt gli ha dedicato la canzone Laughing While Leonard Peltier Gets Raped in Prison presente nell’album It Just Gets Worse del 1999.
- Killer Mike lo cita nella canzone Down By Law nel suo album Michael del 2023.